# Sakrilegium
|  | Sakrilegium er også navnet på et L.O.C.-album, se Sakrilegium (album) |
Sakrilegium anvendes i dag om enhver handling, som skænder det hellige, og er synonymt med helligbrøde. Dette vil betyde at man gør en nedværdigende handling overfor noget helligt, så som at vanære gud.

Oprindeligt brugtes det kun om kirkeran.